# Raimundo II de Rouergue
Raimundo II (también Ramón o Raymond y a veces con el numeración de I) nació en el año 905, hijo de Ermengol de Rouergue (h. 870-937) y Adelaida (h. 875-?) y murió en 961. Fue conde de Rouergue y Quercy desde 937 hasta su muerte. Bajo Raimundo, Rouergue logró la soberanía sobre los condados vecinos y con éxito se tituló a sí mismo Margrave (marchio) de Septimania.
El señorío de Raimundo se extendió sobre Albi y Nîmes y, al morir en el año 961, tan al norte como el Lemosín. Raimundo fue cabeza de su familia, que también gobernó en Tolosa. Incluso en su época, su familia parecía estar en declive. Legó un feudo gascón al duque Sancho V Sánchez y le permitió que se convirtiera en alodial a su muerte. A pesar de todo, su poder era tal que podía dominar tierras tan al norte como Auvernia y era el señor más poderoso de Aquitania, llegando a tener una "corte secundaria" en el Lemosín.
Se conserva su testamento de 961. En él, no sólo se refiere a las ya mencionadas tierras en Auvernia y en Gascuña, sino que menciona diecisiete castillos y una rocheta. Algunos castillos fueron entregados a su esposa y sus herederos y algunos a las iglesias de Albi y Cahors y a varias abadías.
Raimundo se casó con Berta, hija de Boso de Toscana. Le sucedió su hijo Raimundo III.